# Ceremonial Oath
Ceremonial Oath je švédská metalová hudební skupina. Vznikla v roce 1989 pod názvem Desecrator. Název si změnila roku 1991 na Ceremonial Oath. Rozpuštěna byla v roce 1995. Ve skupině se vystřídalo více hudebníků. V roce 2012 byla kapela obnovena v sestavě Oscar Dronjak (zpěv, kytara), Anders Iwers (kytara), Jesper Strömblad (baskytara) a Markus Nordberg (bicí). Všichni tito členové v kapele hráli již v devadesátých letech. První řadové album nazvané The Book of Truth skupina vydala v roce 1993, zatímco druhé Carpet následovalo o dva roky později.

## Diskografie
- The Book of Thuth (1993)
- Carpet (1995)